# Natan Węgrzycki-Szymczyk
Natan Węgrzycki-Szymczyk (Cracovia, 5 gennaio 1995) è un canottiere polacco, vincitore della medaglia d'argento nel singolo maschile ai Campionati europei di canottaggio 2020.

## Palmarès
- Mondiali

- Europei

Poznań 2020: argento nel singolo.
Varese 2021: bronzo nel singolo.